# Televisión Nacional de Chile
Televisión Nacional de Chile (TVN) je chilská bezplatná televizní stanice. Byl založen na rozkaz prezidenta Eduarda Frei Montalvy a celonárodně zahájen dne 18. září 1969.